# Hymenophyllum mossambicense
Hymenophyllum mossambicense là một loài dương xỉ trong họ Hymenophyllaceae. Loài này được R.R.Schippers mô tả khoa học đầu tiên năm 1993.
Danh pháp khoa học của loài này chưa được làm sáng tỏ. 